# 帕拉索卢
帕拉索卢是葡萄牙布拉干萨区的一个堂区。总面积50.14平方公里，总人口678人，人口密度13.5人/平方公里。